# Lilium 'Arabian Night'
Lilium 'Arabian Night' (регистрационное название — 'Arabian Knight') — сорт лилий раздела Мартагон гибриды по классификации третьего издания Международного регистра лилий.

## Биологическое описание
Высота около 150 см. В соцветии до 30 цветков.
Цветки около 7 см в диаметре, чалмавидные ярко-красно-коричневые, размытые жёлтые пятнышки с красно-коричневой точкой в центре. 

## В культуре
См. статью: Мартагон гибриды.